# Németbánya
Németbánya (deutsch Deutschhütten) ist eine ungarische Gemeinde im Kreis Pápa im Komitat Veszprém.

## Geografische Lage
Németbánya liegt ungefähr 14 Kilometer nordöstlich der Stadt Ajka, 18 Kilometer südöstlich der Stadt Pápa, an dem kleinen Fluss Bittva im Bakonywald. Nachbargemeinden sind Farkasgyepű und Bakonyjákó.

## Söhne und Töchter der Gemeinde
- Sándor Nagy (1868–1950), Maler und Grafiker

## Sehenswürdigkeiten
- Kruzifix aus Stein (Amerikás kereszt), erschaffen 1912 von Róbert Orbán
- Römisch-katholische Kirche Szent Márton püspök mit freistehendem Glockenturm
- Szent-Antal-Statue
- Volkskundliche Ausstellung (Néprajzi kiállítás) im Gemeinschaftshaus

## Verkehr
Németbánya ist nur über die Nebenstraße Nr. 83115 zu erreichen.  Der nächstgelegene Bahnhof befindet sich südlich in Városlőd.

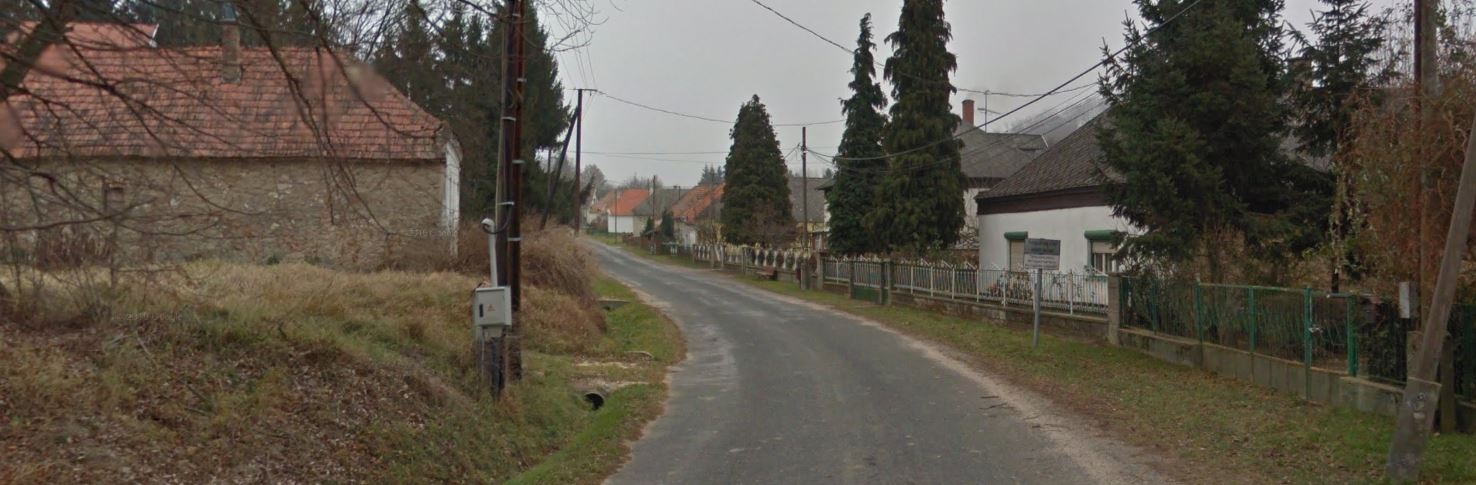
Ortsdurchfahrt Németbánya